# Ши Цзінлінь
Ши Цзінлінь (кит.: 史婧琳, нар. 3 січня 1993, Нанкін, Китай) — китайська плавчиня, бронзова призерка Олімпійських ігор 2016 року, чемпіонка світу.

## Виступи на Олімпійських іграх
| Олімпіада | Дисципліна         | Місце |
| --------- | ------------------ | ----- |
| Ріо 2016  | 100 м брасом       | 4     |
| Ріо 2016  | 200 м брасом       | 3     |
| Ріо 2016  | 4×100 м комплексом | 4     |